# نيكتونز (الشرق الأوسط وشمال إفريقيا)
نيكتونز (بالإنجليزية: Nicktoons)‏ هي قناة تلفزيونية عربية مدفوعة تركز على الأطفال وهي النسخة العربية من قناة نيكتونز الأمريكية. تم إطلاقها في 15 فبراير 2017 وتبث باستخدام البث الحي الخاص بـ نسخة نيكتونز المملكة المتحدة التي تنتجها Beautiful Creative. القناة متوفرة على أو إس إن

## برامج
بعضً من برامج القناة:
- سبونج بوب سكوير بانتس
- الوالدان السحريان
- كوكب شين
- فان بوي وتشام تشام
- بطاريق مدغشقر
- الفرقة السرية لمحاربة الأشرار
- كونغ فو باندا: أساطير الروعة
- أسطورة كورا
- روبوت ومونستر
- سلاحف النينجا
- الوحوش ضد الغرباء
- سانجاي وكريغ
- غزو الأرانب
- هارفي بيكس
- بيغ غوات بانانا و كريكيت
- مزرعة المشاغبين
- كابا مايكي
- إلى بليك!
- نادي وينكس
- فان بوي وتشام تشام
- غزو الرابيدز
- خربشات
- منزل لاود
- نهوض سلاحف النينجا (مسلسل 2018)
- بينكي مالينكي
- جيمي نيوترون: الفتى العبقري
- حكايات جنجر
- آفاتار: أسطورة أنج
- بسبسبوبي
- خربشات
- عالم الطباشير
- داني الشبح
- هيا ارنولد
- المراهقة الآلية
- أولاد كبار
- راجراتس
- عائلة ثورنبيري
- عائلة إكس

### برامج نكلوديون جونيور
- مغامرات دورا
- الحيوانات المدهشة
- أوبي

### برامج الفواصل
- دومو
- بيربل وبراون
- واحة أوسكار
- سبايدر وفلاي
- بريمو